# Villers-Carbonnel
Villers-Carbonnel là một xã ở tỉnh Somme, vùng Hauts-de-France, Pháp.

## Địa lý
Thị trấn này có cự ly khoảng 25 dặm Anh (40 km) về phía đông của Amiens, tại giao lộ của N17 và N29.

## Dân số
| 1962                                                  | 1968 | 1975 | 1982 | 1990 | 1999 |
| ----------------------------------------------------- | ---- | ---- | ---- | ---- | ---- |
| 292                                                   | 319  | 291  | 267  | 272  | 304  |
| Số liệu dân số từ năm 1962, dân số không tính hai lần |      |      |      |      |      |